# Il mio amico Ricky
Il mio amico Ricky (Silver Spoons) è stata una sit-com statunitense andata in onda dal 1982 al 1987.
La serie ha per protagonista l'allora giovane attore Rick Schroder, già noto per le sue interpretazioni in film come Il campione, L'ultimo viaggio dell'arca di Noè e soprattutto Il piccolo Lord.
La serie è stata trasmessa per la prima volta in Italia nel 1983 su Canale 5, e successivamente su Italia 1.

## Trama
Dopo un matrimonio durato solo pochi giorni, i genitori di Ricky hanno divorziato: Edward Stratton III, il padre, un uomo con il complesso di Peter Pan, ha vissuto per anni tenuto all'oscuro della nascita del bambino. Sarà il dodicenne Ricky a presentarsi alla porta del padre che inizialmente decide di rimandarlo alla scuola militare dove la madre lo aveva messo, ma poi desidera ottenerne la custodia. Per Ricky inizia una nuova vita, tra i lussi della casa paterna, fornita di ogni tipo di gioco: il fanciullo si destreggerà egregiamente tra le vicende quotidiane dimostrandosi più maturo di suo padre. Altri personaggi della serie sono il nonno paterno, la segretaria del padre (di nome Kate, destinata a diventare la sua nuova moglie), e il migliore amico di Ricky, Alfonso Speers.

## Cast
| Attore            | Ruolo                    | N° episodi | Stagioni |
| ----------------- | ------------------------ | ---------- | -------- |
| Rick Schroder     | Ricky Stratton           | 116        | 1 – 5    |
| Joel Higgins      | Edward Stratton III      | 116        | 1 – 5    |
| Erin Gray         | Kate Summers Stratton    | 116        | 1 – 5    |
| Franklyn Seales   | Dexter Stuffins          | 89         | 2 - 5    |
| Alfonso Ribeiro   | Alfonso Spears           | 72         | 3 - 5    |
| Jason Bateman     | Derek Taylor             | 25         | 1 – 3    |
| John Houseman     | Nonno Edward Stratton II | 14         | 1 – 5    |
| Leonard Lightfoot | Leonard Rollins          | 12         | 1 - 2    |
| Corky Pigeon      | Freddy Lippincottleman   | 14         | 2 - 4    |

### Guest star
Molte e note guest star hanno partecipato alla serie, Whitney Houston, Joey Lawrence, Matthew Perry, Mr. T, Sharon Stone, Shawnee Smith e i Menudo. Gary Coleman è apparso nel ruolo di Arnold Jackson nel settimo episodio della prima stagione, in un crossover con il telefilm Il mio amico Arnold.

## Episodi
| Stagione         | Episodi | Prima TV USA |
| ---------------- | ------- | ------------ |
| Prima stagione   | 22      | 1982 - 1983  |
| Seconda stagione | 22      | 1983 - 1984  |
| Terza stagione   | 24      | 1984 - 1985  |
| Quarta stagione  | 24      | 1985 - 1986  |
| Quinta stagione  | 24      | 1986 - 1987  |

## Musiche
Il tema principale della serie, Together, è stato scritto da Rik Howard e Bob Wirth. In Italia come sigla è stata utilizzata Voglio qualcosa in più, interpretata da Vanna Vani.